# Santomees voetbalelftal (vrouwen)
Het Santomees vrouwenelftal is een team van voetbalsters dat Sao Tomé en Principe vertegenwoordigt bij internationale vrouwenwedstrijden, het vrouwenelftal valt net als het mannenelftal onder de Federação Santomense de Futebol (FSF).
In augustus 2002 verloor het elftal in de eerste ronde van de kwalificatie van het Afrikaans kampioenschap voetbal vrouwen 2002 met 2–0 en 6–0 van Gabon en werd uitgeschakeld. In februari 2006 werd het team in de voorronde van het Afrikaans kampioenschap voetbal vrouwen 2006 uitgeschakeld door Togo, na twee wedstrijden die met 3–0 en 6–0 verloren werden. In 2010 werd het elftal gediskwalificeerd omdat ze niet kwamen opdagen nadat de bond verzuimd had $43.000 te betalen voor de vliegtickets naar de Centraal-Afrikaanse Republiek. FSF-president Idalecio Pachire heeft aangekondigd dat de opbouw van het vrouwen- en jeugdvoetbal in Sao Tomé en Principe een hoge prioriteit heeft, maar in de kwalificatieseries voor de WK's van 2011 en 2015 kwam het team niet in actie.

## Interlands
Hier volgt een lijst met alle bekende interlands van het Santomees vrouwenelftal.
| Datum            | Plaats                         | Competitie          | Ronde        | Thuisploeg           | Score    | Uitploeg             |
| ---------------- | ------------------------------ | ------------------- | ------------ | -------------------- | -------- | -------------------- |
| 10 augustus 2002 | Sao Tomé en Principe, Sao Tomé | Wereldkampioenschap | Kwalificatie | Sao Tomé en Principe | 0 – 2    | Gabon                |
| 24 augustus 2002 | Gabon, Libreville              | Wereldkampioenschap | Kwalificatie | Gabon                | 6 – 0    | Sao Tomé en Principe |
| 19 februari 2006 | Sao Tomé en Principe           | Wereldkampioenschap | Kwalificatie | Sao Tomé en Principe | 0 – 3    | Togo                 |
| 26 februari 2006 | Togo                           | Wereldkampioenschap | Kwalificatie | Togo                 | 6 – 0    | Sao Tomé en Principe |
| 18 oktober 2021  | Sao Tomé en Principe, Sao Tomé | Africa Cup          | Kwalificatie | Sao Tomé en Principe | 0 – 5    | Togo                 |
| 26 oktober 2021  | Togo, Lomé                     | Africa Cup          | Kwalificatie | Togo                 | afgelast | Sao Tomé en Principe |